# Michael Hussey
Michael Edward Killeen Hussey (* 27. Mai 1975 in Morley (Australien), Western Australia) ist ein australischer Cricketspieler und Batsman (Schlagmann) in der australischen Cricket-Nationalmannschaft. Mit einem Punktedurchschnitt von über 50 Runs pro Wicket (Ausscheiden) sowohl im Test-Cricket als auch in One-Day Internationals ist er einer der effizientesten aktiven Batsmen.
Sein erstes Test Match für Australien spielte er im November 2005 gegen die West Indies. Hussey beeindruckte schnell durch das häufige Erzielen von Centuries (mehr als 100 Punkte in einem Innings) und wurde fester Bestandteil des Nationalteams. Nachdem er auch in der Ashes-Tests 2006/2007 erfolgreich gespielt hatte, wurde er 2. Ersatzkapitän des Teams. In den Medien wird oft Bedauern darüber geäußert, dass Hussey nicht früher für das Nationalteam ausgesucht wurde, da er schon bald ein Alter erreichen wird, in dem sich die meisten Spieler aus dem aktiven Cricket zurückziehen.